# Convolvulus

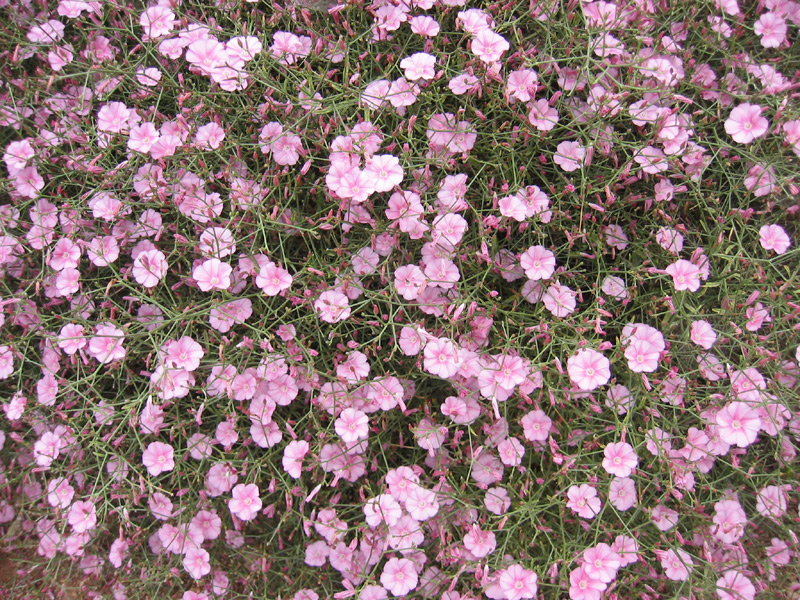
Convolvulus dorycnium

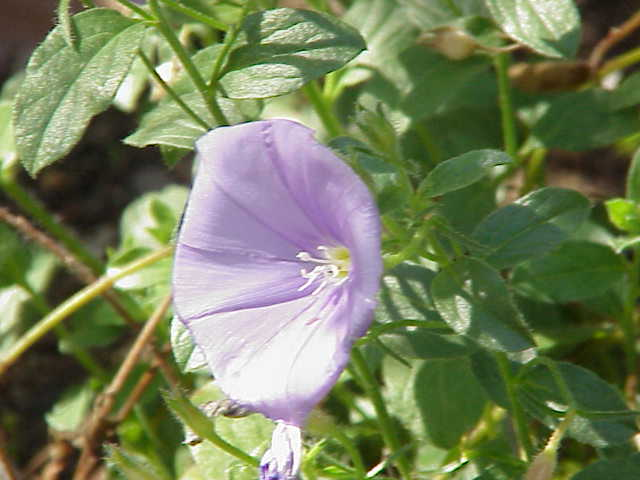
Convolvulus sabatius

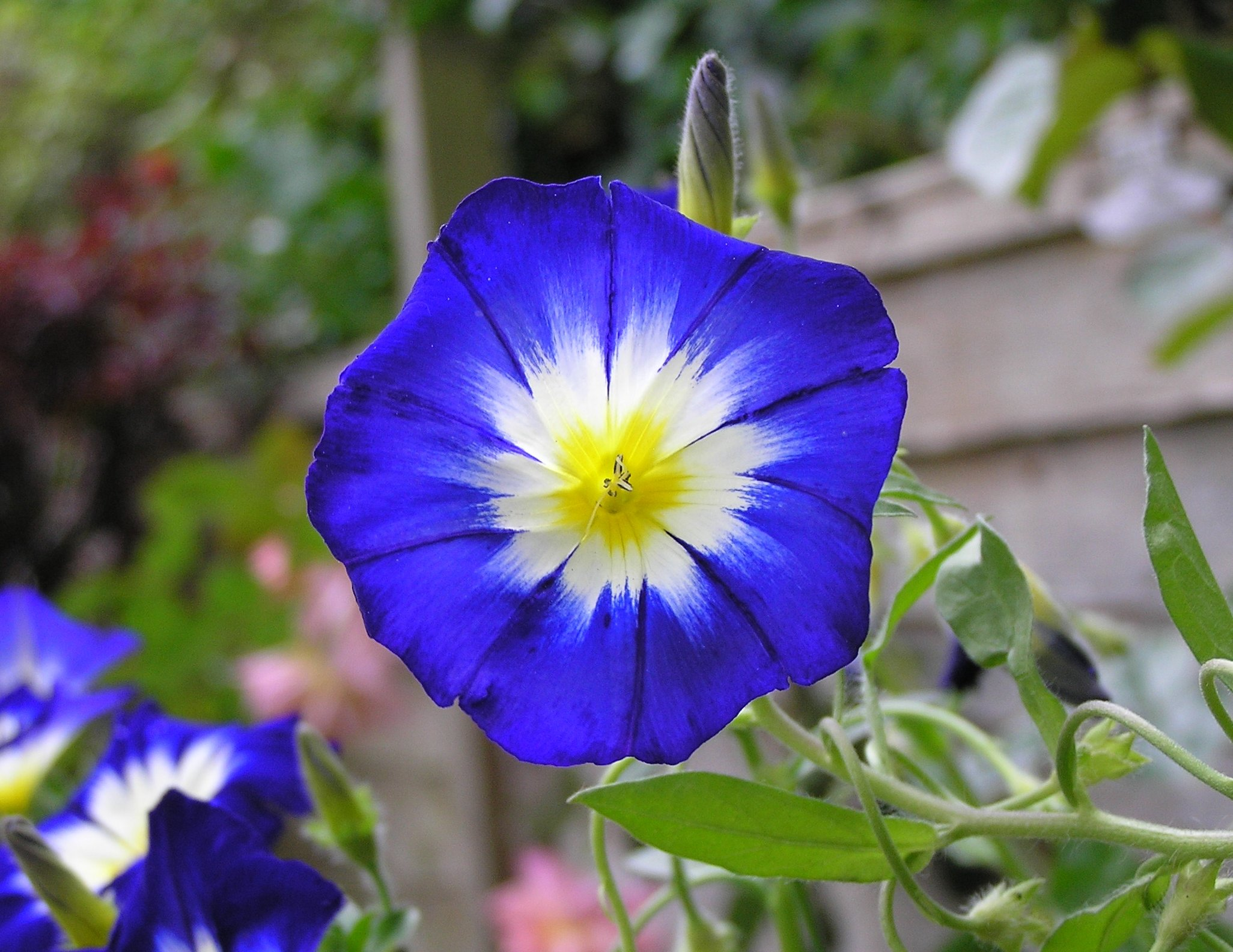
Cultivat Convolvulus tricolor

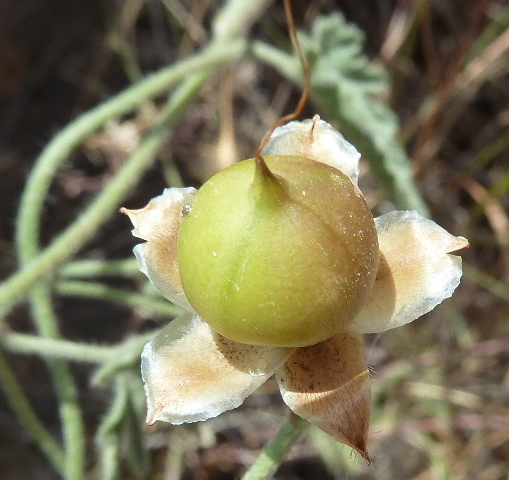
Convolvulus althaeoides

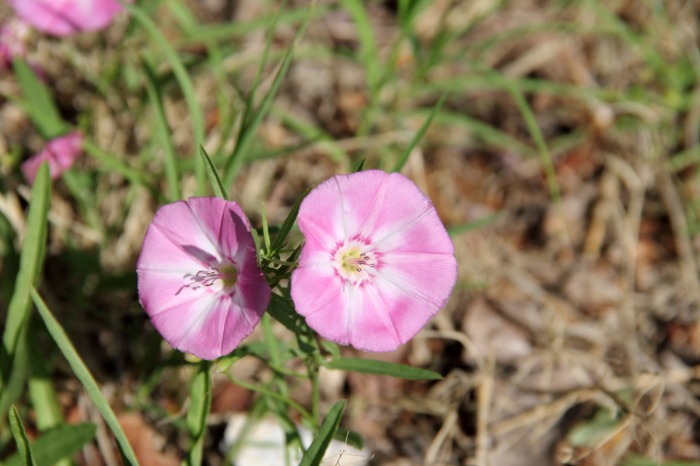
Convolvulus arvensis

Convolvulus este un gen de aproximativ 200-250 de specii de plante cu flori din familia Convolvulaceae, cu o distribuție cosmopolită. Printre numele comune se numără volbura și zorele, ambele nume fiind folosite și pentru plante din alte genuri.
Aceste plante sunt vițe erbacee anuale sau perene, uneori arbuști, cu o înălțime de 0,3–3 m. Frunzele sunt aranjate în spirală, iar florile au formă de trompetă, cele mai multe de culoare albă sau roz, dar și albastru, violet, purpuriu sau galben la unele specii.
Multe dintre specii sunt buruieni invazive, dar altele sunt cultivate pentru florile atractive, în timp ce unele sunt amenințate la nivel mondial.
Speciile Convolvulus sunt folosite ca plante alimentare de larvele unor specii de lepidoptere, printre care Agrius convolvuli, Bedellia somnulentella și Orthonama obstipata. Bucculatrix cantabricella se hrănește exclusiv cu C. cantabricus.

## Specii
Câteva specii sunt:
- Convolvulus acanthocladus
- Convolvulus aitchisonii
- Convolvulus alatus
- Convolvulus althaeoides
- Convolvulus ammannii
- Convolvulus angustissimus
- Convolvulus arvensis – volbură
- Convolvulus assyricus
- Convolvulus betonicifolius
- Convolvulus boissieri
- Convolvulus calvertii
- Convolvulus canariensis
- Convolvulus cantabrica
- Convolvulus capensis
- Convolvulus carrii
- Convolvulus cataonnicus
- Convolvulus cephalopodus
- Convolvulus chilensis
- Convolvulus clementii
- Convolvulus cneorum
- Convolvulus compactus
- Convolvulus divaricatus
- Convolvulus dorycnium
- Convolvulus equitans
- Convolvulus erinaceus
- Convolvulus erubescens
- Convolvulus eyreanus
- Convolvulus floridus
- Convolvulus fractosaxosa[10]
- Convolvulus fruticosus
- Convolvulus glomeratus
- Convolvulus gortschakovii
- Convolvulus graminetinus
- Convolvulus hermanniae
- Convolvulus holosericeus
- Convolvulus humilis
- Convolvulus kotschyanus
- Convolvulus lanatus
- Convolvulus leiocalycinus
- Convolvulus lineatus
- Convolvulus mauritanicus – sin. Convolvulus sabatius
- Convolvulus nodiflorus
- Convolvulus nyctagineus
- Convolvulus ocellatus
- Convolvulus oleifolius
- Convolvulus oxyphyllus
- Convolvulus pentapetaloides
- Convolvulus persicus
- Convolvulus phrygius
- Convolvulus pilosellifolius
- Convolvulus pluricaulis
- Convolvulus prostratus
- Convolvulus pseudocantabricus
- Convolvulus pyrrhotrichus
- Convolvulus recurvatus
- Convolvulus remotus
- Convolvulus rhyniospermus
- Convolvulus rottlerianus
- Convolvulus sabatius[11]
- Convolvulus scammonia
- Convolvulus scindicus
- Convolvulus scoparius
- Convolvulus simulans
- Convolvulus spinosus
- Convolvulus steppicola
- Convolvulus stocksii
- Convolvulus suffruticosus
- Convolvulus trabutianus
- Convolvulus tragacanthoides
- Convolvulus tricolor
- Convolvulus valentinus
- Convolvulus verecundus[12]
- Convolvulus virgatus
- Convolvulus waitaha[13]
- Convolvulus wallichianus